# Jason Mulikita
Jason Mulikita (născut la 7 octombrie 1983) este un fotograf, artist, antreprenor și fondator al enciclopediei non-profit online Chalo Chatu din Zambia. Mulikita sa născut la Lusaka și a mers la Școala primară Matero Boys în 1991. Din 2000 până în 2002 a absolvit liceul la liceele Monze și Mumbwa. El sa deplasat la Institutul Național de Administrație Publică pentru a studia sistemele informatice. În 2014 a studiat fotografia cu Institutul de Fotografie din New York.

## Cariera timpurie
În 1995, în clasa a cincea, Mulikita și-a descoperit talentul artistic și a semnat toate lucrările sale sub numele de JJArts. În 1996, el a dezvoltat un interes deosebit pentru computere și tehnologie, când a folosit pentru prima oară un computer, un IBM care rulează pe MS-Dos. Cu aceste abilități, el a fost capabil să ofere instruirea computerizată la administrația școlii de la Liceul Mumbwa, când și-a achiziționat primul calculator în 2001. În același timp, a pregătit personalul la Centrul de Resurse Kalimwe din Mumbwa.

## Carieră
În 2003, Mulikita și-a înființat prima afacere pe Internet Xtreme Zambia și a oferit servicii web, cum ar fi proiectarea și găzduirea site-ului web. Site-ul a funcționat de asemenea ca un director online și o platformă de publicitate pentru companii. În august 2011, a preluat fotografia ca o carieră profesională. Afacerea de fotografie a moștenit numele de la eticheta sa de artă, JJArts. În 2016, Mulikita a înființat o organizație non-profit, Fundația Chalo Chatu, care conduce proiectul Chalo Chatu - o enciclopedie online, menită să păstreze istoria și mândria Zambia.